# Südtirol Online
Südtirol Online (stol.it) ist eine Nachrichtenwebsite in Südtirol.
Die Website, in Südtirol vor allem unter dem Namen „stol“ – eine Abkürzung für Südtirol Online – bekannt, ist seit dem 8. November 1997 im Netz.
Heute stammen gut 65 % der Zugriffe aus Italien und 35 % aus Österreich.
Südtirol Online ist das Nachrichtenportal mit den meisten Zugriffen in der Region Trentino-Südtirol.
Gegründet wurde Stol von Athesia und dem Südtiroler Provider D.Net. Im Jahr 2000 übernahm Athesia Druck GmbH, ein Tochterunternehmen der Athesia AG, die D.Net-Anteile. Zu Beginn des Jahres 2021 wurden sie innerhalb der Athesia AG Holding an das Unternehmen First Avenue GmbH übertragen, die seither alleiniger Eigentümer und Herausgeber ist und ihren Rechts- und Steuersitz in Bozen hat. Durch die Überschneidungen mit Athesia, der Bozner Familie Ebner und der Diözese Bozen-Brixen, gibt es intensive inhaltliche Verflechtungen mit dem ebenfalls von Athesia herausgegebenen Tagblatt Dolomiten.
Die Redaktion von Stol hat ihren Stammsitz in Bozen. Chefredakteur und presserechtlich verantwortlich ist Toni Ebner. Im Vordergrund der Berichterstattung in deutscher Sprache steht die regionale Information, die durch Meldungen aus Italien und durch internationale News ergänzt wird; seit dem Jahr 2012 besteht für den Bereich Lokalsport eine Kooperation mit dem Portal sportnews.bz.
Neben redaktionellen Inhalten setzt Stol durch Eventfotografie, regionale Videoberichterstattung, Agglomeration von Südtiroler Jobangeboten und der Einbindung von Gemeindeblättern den Fokus auf lokale Nachrichten für Südtirol. 
In der Vergangenheit wurden von Stol selbstproduzierte Comedy-Formate für den Bereich Unterhaltung produziert. Auf die Comedy-Serie So sig holt i's mit Dietmar Prantl im Jahr 2009 folgte 2010 die Serie Ban Luis mit Thomas Hochkofler, Lukas Lobis und Markus Frings, eine Satire über die Ära des Landeshauptmanns Luis Durnwalder, deren letzte Folge Aufsehen erregte, als dieser selbst auftrat. 
Sie wurde im Februar 2014 von der Wöchenschau abgelöst, in der dieselben Kabarettisten mitwirken.
Stol kann auch mobil über eine eigene App gelesen werden.